# Johan Brentius
Johan Brentius (Jean Brentz ou Johannes Brenz), un des coopérateurs de Martin Luther, né le 24 juin 1499 à Weil der Stadt en Souabe, mort le 11 septembre 1570 à Stuttgart.

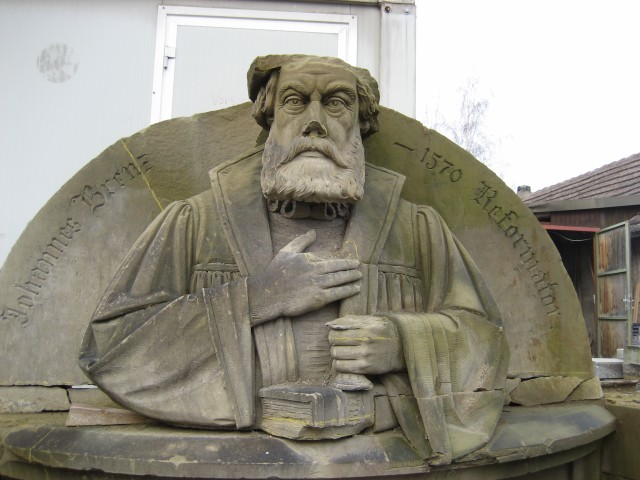
Bas-relief de J. Brenz à l'entrée de la Maison Brenz à Schwäbisch Hall.

## Biographie
Prédicateur à Schwäbisch Hall (1522), il participe à tous les actes des réformateurs et subit alors de nombreuses persécutions. 
Il fut le chef des Ubiquistes ou Ubiquitaires, ainsi nommés parce qu'ils soutenaient que le corps de Jésus-Christ est partout depuis son ascension. 

## Œuvres
Il rédigea la Confessio Wurtembergica (1552). Il a écrit 8 volumes in-folio sur la théologie.